# Żywiec dziewięciolistny

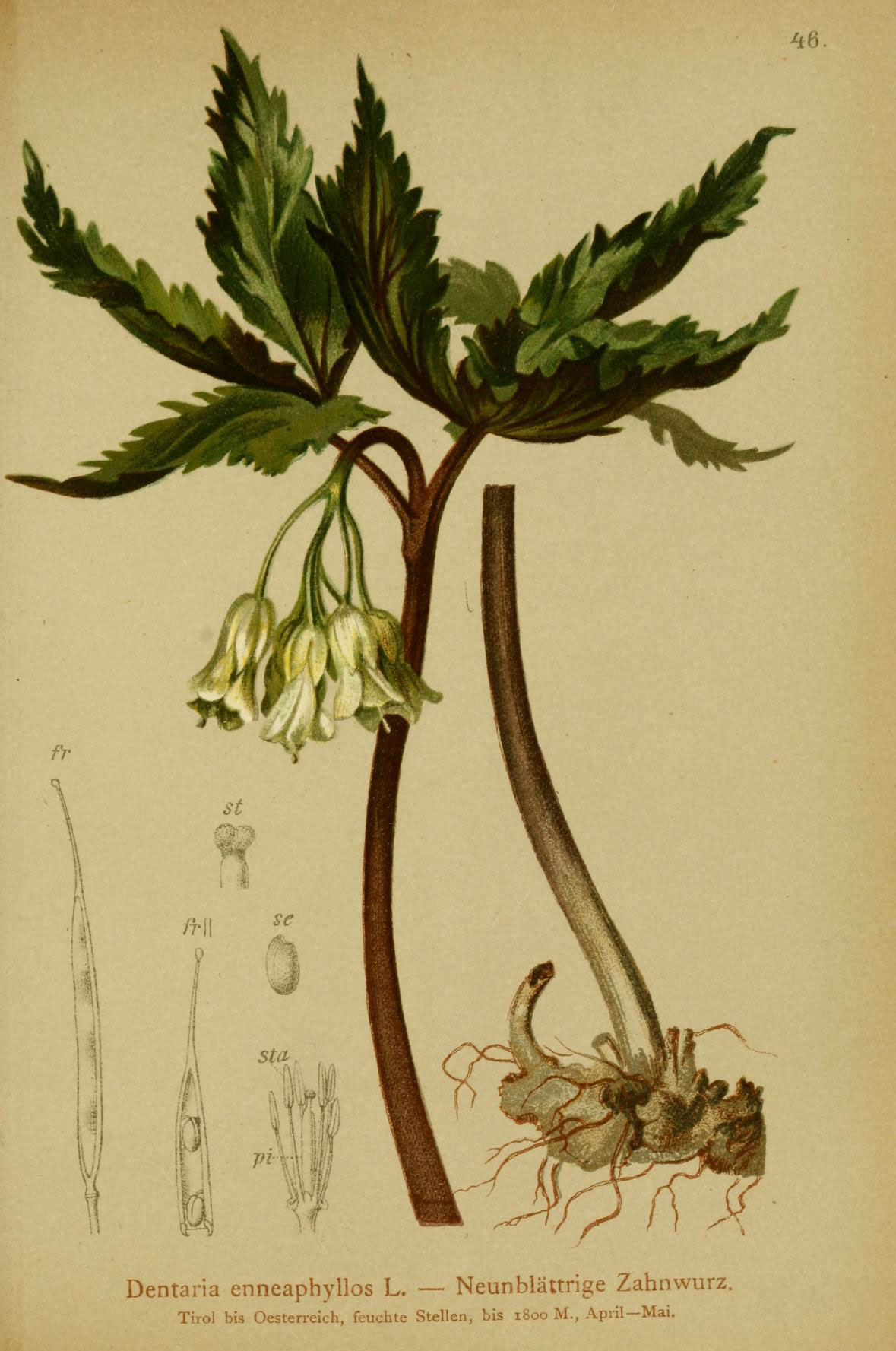
Ilustracja botaniczna

Żywiec dziewięciolistny (Cardamine enneaphyllos (L.) Crantz) – gatunek rośliny należący do rodziny kapustowatych.

## Rozmieszczenie geograficzne
W górach spotykany  pospolicie, na nizinach jest rzadkością. Podelement środkowoeuropejski, typ zasięgowy alpejsko-środkowoeuropejski. W Polsce występuje  w górach, głównie w Sudetach oraz bardzo rzadko w Karpatach Zachodnich, na Wyżynie Krakowsko-Częstochowskiej i w Górach Świętokrzyskich. Najdalej wysunięte na północ stanowisko żywca dziewięciolistnego w Polsce znajduje się na północny wschód od Poznania w Parku Krajobrazowym „Puszcza Zielonka”. Roślina jest reliktem gatunków roślin z minionych okresów klimatycznych, obecnie uznawana za gatunek górski.

## Morfologia

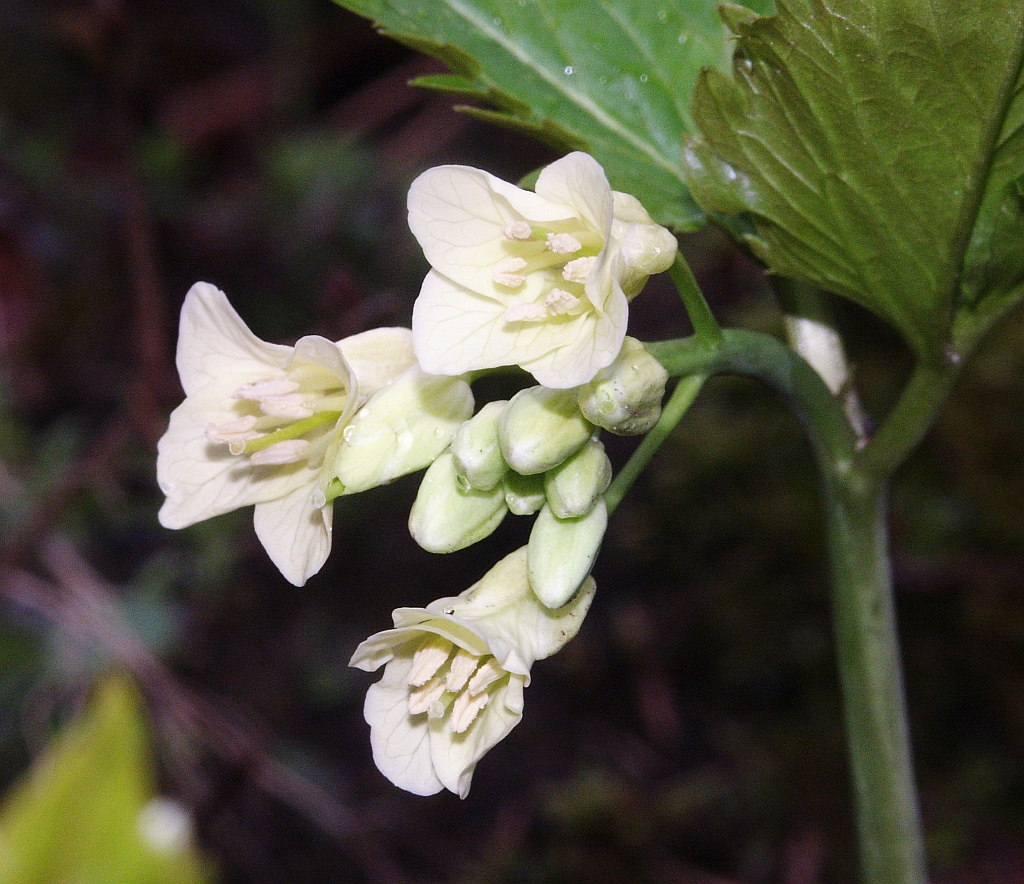
Kwiaty

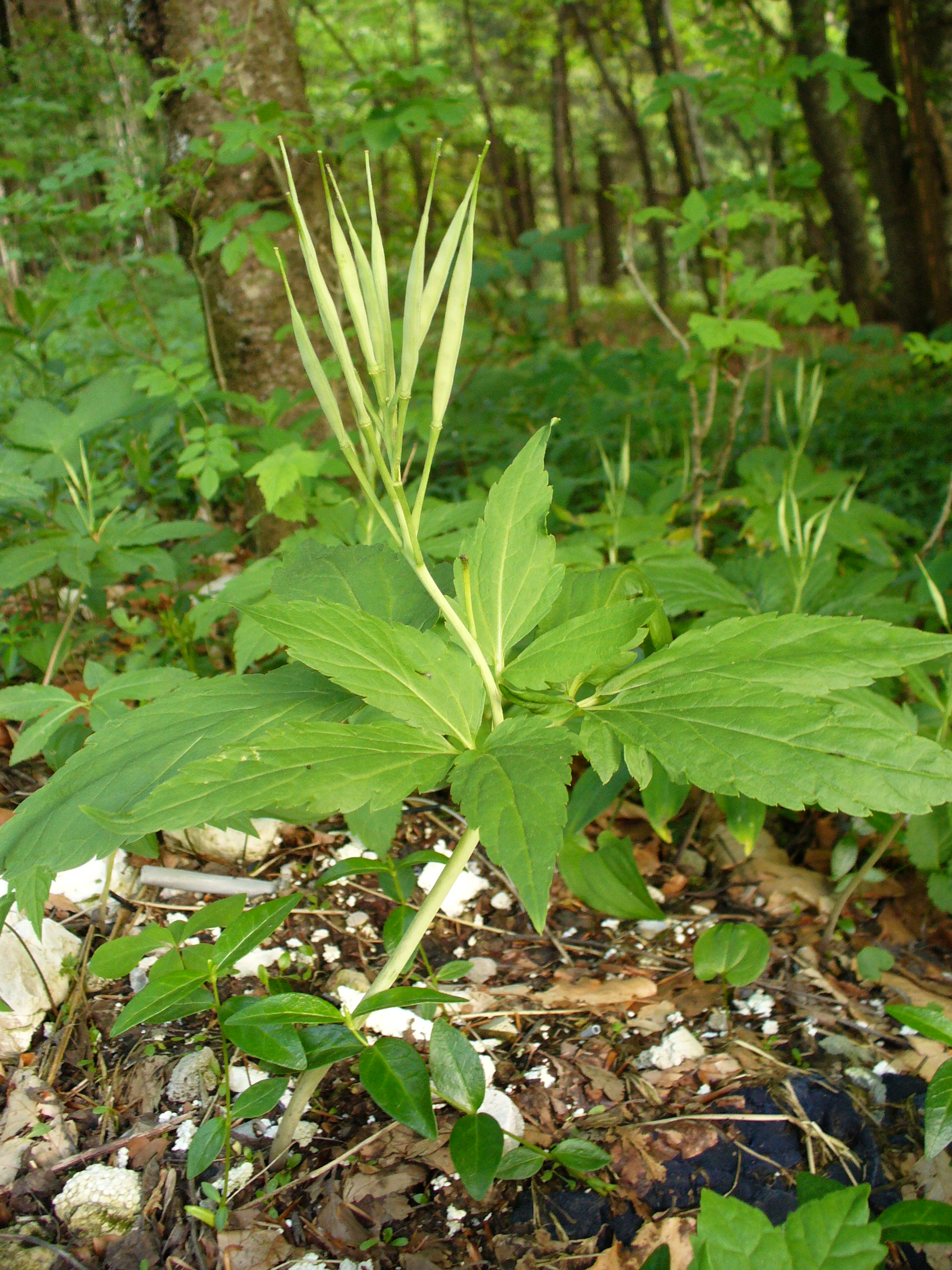
Owoce – łuszczyny

ŁodygaWzniesiona, goła, nierozgałęziona, osiąga wysokość od 20 do 40 cm.
LiścieRoślina wytwarza tylko kilka liści koloru ciemnozielonego, lśniące. Przy ziemi 1 lub 2 liście odziomkowe i na łodydze, w górnej części wyrastają równocześnie z kwiatami 3 liście tworzące okółek. Wszystkie liście są złożone, dłoniasto trójlistkowe, podłużnolancetowate, zaostrzone, o brzegach  nierówno ząbkowanych.
KwiatyKoloru kremowego, czteropłatkowe, zwisają na długich szypułkach w górnej części łodyg pod liśćmi zebrane w kilkukwiatowe grona. Kielich i korona są wolne o jednym słupku i sześciu pręcikach.
OwocWydłużona łuszczyna z okrągławymi,  nasionami.

## Biologia i ekologia
- Rozwój: bylina, geofit. Kwitnie wiosną (kwiecień), przed rozwojem liści drzew, pod którymi rośnie, jest owadopylna.
- Siedlisko: gatunek charakterystyczny dla żyznych buczyn górskich, związany głównie z piętrem górskiego regla dolnego. Rośnie głównie w lasach bukowych), gdzie tworzy często żyzne buczyny górskie, zbiorowiska o charakterze pośrednim pomiędzy buczyną a grądem, sporadycznie rośnie nad strumieniami w zbiorowisku łęgowym. Roślina cieniolubna, typowo leśna. W górach rośnie głównie w reglu dolnym.
- W klasyfikacji zbiorowisk roślinnych gatunek charakterystyczny dla All. Fagion sylvaticae, SubAll. Dentario glandulosae-Fagenion, Ass. Dentario enneaphylli-Fagetum[5].